# Metaphidippus iviei
Metaphidippus iviei là một loài nhện trong họ Salticidae.
Loài này thuộc chi Metaphidippus. Metaphidippus iviei được Carl Friedrich Roewer miêu tả năm 1951.